# Marson-sur-Barboure
 Marson-sur-Barboure  là một xã thuộc tỉnh Meuse trong vùng Grand Est đông nam nước Pháp. Xã này nằm ở khu vực có độ cao trung bình 286 mét trên mực nước biển.